# Edmond Jurien de La Gravière

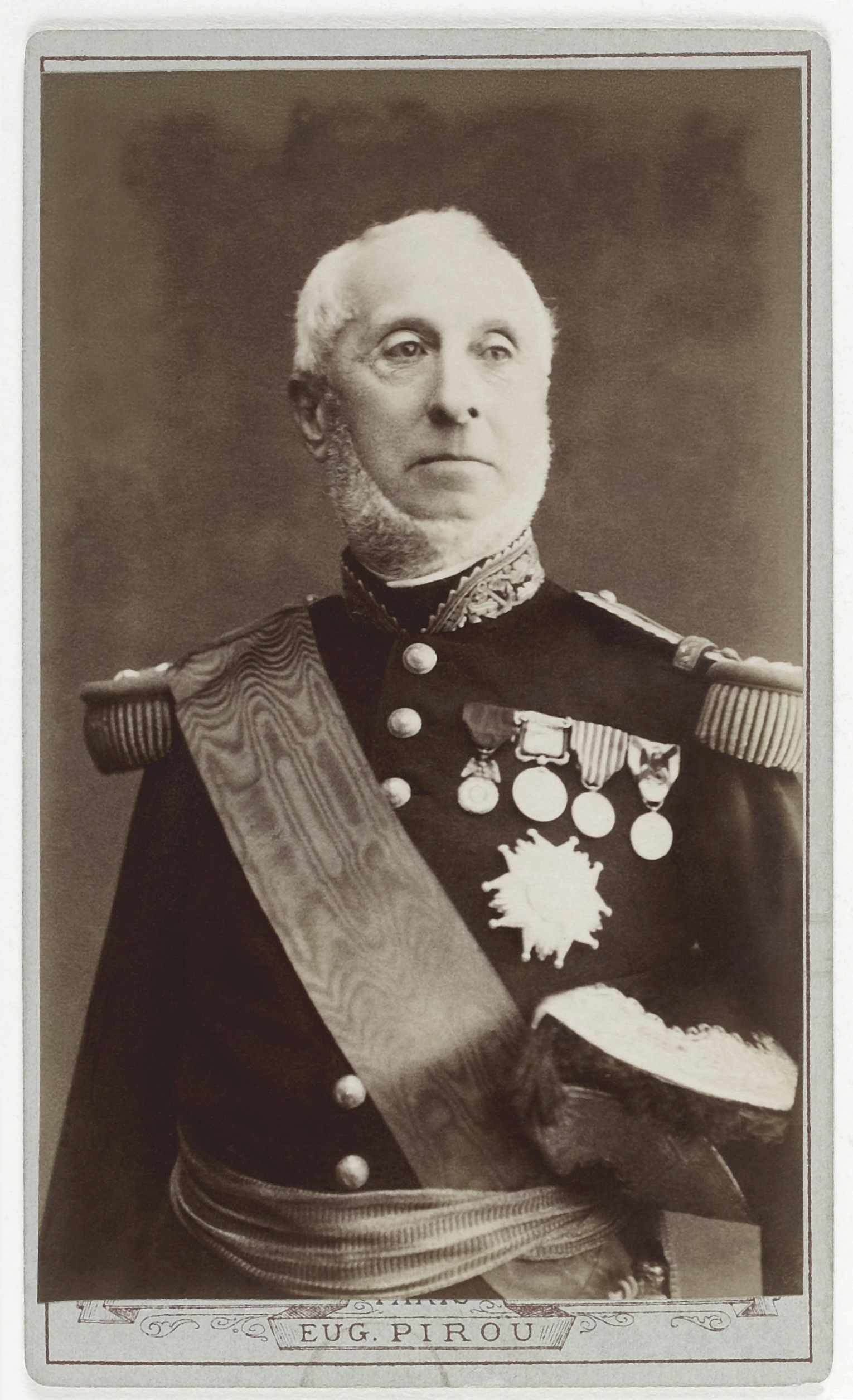
Edmond Jurien de La Gravière

Jean Pierre Edmond Jurien de La Gravière (* 19. November 1812 in Brest, Département Finistère; † 5. März 1892 in Paris) war ein Vizeadmiral der französischen Marine und ein bekannter Autor zur Militärgeschichte.
Jurien de La Gravière war Sohn des Konteradmirals Pierre Roch Jurien de La Gravière und trat 1828 in die französische Marine ein. Im Jahr 1837 erhielt er sein Leutnantspatent, wurde zunächst Adjutant des Konteradmirals Julien Pierre Anne Lalande und 1841 zum Fregattenkapitän ernannt. 1847 übernahm er das Kommando auf der Korvette Bayonnaise und begab sich mit dem Schiff für drei Jahre auf eine Reise in den Fernen Osten. Er besuchte Hongkong, die Philippinen, die Karolinen, die Marianen, Batavia und Macao. Dazu sammelte er eine beträchtliche Menge an hydrographischen Informationen über das Chinesische Meer. 1853 wurde er Konteradmiral und nahm ab 1854 am Krimkrieg, u. a. bei den Bombardements von Sewastopol und Kertsch teil. 1859 wirkte er im Sardinischen Krieg an der Blockade von Venedig mit. 1861 bis 1863 übernahm er das Kommando der Marineabteilung im Golf von Mexiko und leitete anfangs die gesamten militärischen Operationen Frankreichs in Mexiko. 1862 wurde er Vizeadmiral, im gleichen Jahr führte er den Angriff auf die mexikanische Stadt Tampico durch. 1863 wurde er Mitglied des Admiralitätsrats, 1866 Mitglied der Académie des sciences. Ab 1868 erhielt er das Kommando über die französische Mittelmeerflotte, das er auch während des Deutsch-Französischen Kriegs 1870/71 innehatte. 1871 wurde er zum Direktor des Dépôt des cartes et plans de la Marine ernannt. Er wirkte in verschiedenen Kommissionen mit. 1886 wurde er Präsident der Académie des sciences.
Seine unermüdliche Tätigkeit im Bereich der militärischen Seefahrtsgeschichte wurde 1888 durch einen Sitz (Fauteuil 6) in der Académie française gewürdigt.

## Werke
- Rapport sur la campagne de la corvette la Bayonnaise (1841)
- Guerres maritimes sous la République et l'Empire (Paris 1847, 2 Bde.)
- Voyageen Chine pendant les années 1847–1850 (Paris 1854, 2 Bde.)
- Souvenirs d'un amiral (Biographie seines Vaters, 1860, 2 Bde.)
- La marine d'autrefois (1865)
- La marine d'aujourd' hui (1872)
- La station du Levant (1876, 2 Bde.)
- Les marins du XV. et du XVl. siècle (1878, 2 Bde.)
- La marine des anciens (1880, 2 Bde.)
- La marine des Ptolomées et la marine des Romains (1884, 2 Bde.)
- Les campagnes d'Alexandre (1883–84, 5 Bde.)
- Les derniers jours de la marine á rames (1885)
- Doria et Barberousse (1886)
- Les Chevaliers de Malte et la marine de Philippe II (1887, 2 Bde.)
- Les gloires maritimes de la France: L'amiral Baudin. L'amiral Roussin etc. (1888, 2 Bde.)
- La guerre de Chypre et la bataille de Lépante (1888, 2 Bde.)
- Les ouvriers de la onzieme heure. Les Anglais et les Hollandais dans les mers polaires et dans la mer des Indes (1890, 2 Bde.)
- Les origines de la marine et la tactique naturelle. Le siege de La Rochelle (1892)
- La flottille de l'Euphrate (1892)
- Les Gueux de mer (1892)